# Отряды Путина
«Отря́ды Пу́тина» — российское незарегистрированное общественное движение, созданное бизнесменом, основателем благотворительного фонда «Социальная справедливость» Маратом Динаевым и базирующееся в Краснодаре. Состоит в основном из женщин пенсионного возраста.
Своей целью «Отряды Путина» провозглашает поддержку президента России Владимира Путина и борьбу с оппозицией. Движение наиболее известно штурмами штаба оппозиционного деятеля Алексея Навального и отделения партии «Яблоко». «Отряды Путина» также известны гневными обращениями к президентам США и сжиганием государственных флагов, танцем под песню «Тает лёд», «волшебным» рецептом от COVID-19 и прочими акциями.
Несмотря на свою прогосударственную позицию, организация дважды подвергалась ликвидации по запросу министерства юстиции России.

## История

### «Социальная справедливость»
В 1996 году Марат Динаев основал Краснодарский краевой общественный благотворительный фонд помощи неимущим и малообеспеченным гражданам «Социальная справедливость». По его словам, фонд помогает только детям из неблагополучных семей, но не остаются в стороне и пожилые люди. По состоянию на июль 2017 года, на информационном портале министерства юстиции доступен только один отчёт «Социальной справедливости» за 2016 год. В качестве источников финансирования в нём указаны пожертвования физических и юридических лиц. В течение года фонд потратил около 4,5 млн рублей на благотворительность и около 850 тысяч на налоги, содержание офиса и оплату труда. В аналогичном отчёте за 2014 год, доступном на одном из сайтов фонда, отмечается, что на благотворительность было потрачено 4,35 млн рублей, а на дополнительные расходы — 335 тысяч рублей.
По словам Динаева, необходимость создания общественного движения на базе «Социальной справедливости» возникла в 2011 году, а название «Отряды Путина» появилось в 2015 году. В то же время в роликах движения стал появляться специальное знамя — портрет российского президента на лиловом флаге. Сама организация существует как «клуб по интересам» без какой-либо регистрации в качестве юридического лица.
В сентябре 2013 года мэр Краснодара Владимир Евланов в рамках программы «Старшее поколение» вручил ветеранам-активистам «Социальной справедливости» путёвки на отдых в Джубге. Политик также лично отметил 15-летие и 20-летие организации. В «Социальной справедливости» проводится три детских праздника в год. Как сообщается на сайте фонда, в марте 2017 года фонд раздал продуктовые наборы детям из малообеспеченных семей.
По словам Динаева, «Социальную справедливость» спонсируют предприниматели, а сами «Отряды Путина» существуют только на личные деньги лидера движения. Предприниматель также утверждает, что «Отряды Путина» никак не связаны с властями. Представитель краснодарского отделения КПРФ Сергей Обухов утверждал, что «Отряды Путина» финансировались местным руководством и что организация всегда раньше всех согласовывает заявки на свои акции.

### «Отряды Путина»

#### Предыстория
На базе основанного в 1996 году благотворительного фонда «Социальная справедливость» были созданы «Отряды Путина».
В 2002 году краснодарская редакция «Комсомольской правды» опубликовала критическую статью о том, как губернатор Краснодарского края Александр Ткачёв отдыхал на горных курортах Австрии. После этого группа пенсионеров провела протесты возле редакции, а затем газета в своей статье под названием «Безумные бабки» описала, как «гвардейская группа старух-погромщиц прорвала цепь охраны и оккупировала кабину лифта», и связала акцию с основателем фонда «Социальная справедливость» Маратом Динаевым. По данным «Комсомольской правды», Динаев подкупал пожилых людей колбасой и горохом. При этом протест против издания был не первой акцией общественного движения. В том же году Динаев пытался баллотироваться в депутаты Законодательного собрания Краснодарского края, однако власти обнаружили, что почти треть подписей в поддержку кандидата была сфальсифицирована, и сняли его с предвыборной кампании. Позже участники движения провели акцию протеста против повышения цен на хлеб на площади у здания администрации Краснодарского края.
«Комсомольская правда» рассказала, что Марат Динаев изменил свою позицию после того, как против него было возбуждено уголовное дело об избиении двух человек на улице. Бизнесмен подтвердил эту информацию: «Да, я шесть месяцев под подпиской о невыезде сидел по сфабрикованным делам». По его словам, проблема решилась, когда «куча наших бабок [активистки „Отрядов Путина“] написала министру внутренних дел» — тогда дела закрыли.
В 2016 году скончалась одна из видных активисток движения Лидия Аркадьевна.

#### Идея
Основатель движения Марат Динаев сообщает основную идею «Отрядов Путина»:
Наша основная идея с 2012 года — забить интернет вирусными роликами «Отрядов Путина». Мы успешно справляемся. Скучный и серый контент никто не смотрит. Мы знаем правила игры в интернете. Чем сильнее резонанс, возмущение (а нашими роликами обычно возмущаются), тем настойчивее давим на эту больную мозоль. Главное, мы хорошо понимаем, что нужно. Интернет — территория, где не сплошь сторонники Путина. Скорее наоборот. <...>

Если брать внутренние глубинные побуждения [бабушек-активисток], они всю жизнь работали, были окружены людьми, а на пенсии им предоставили роль постепенно умирающих женщин. Мы предложили альтернативу. К слову, даже не агитировали. Если бы мы заявили во всеуслышание, к нам бы половина пенсионерок пришла. Они здесь общаются, для них это клуб по интересам — как во времена СССР. Во вторую очередь, это поддержка Путина. Для этих людей, как и для большинства россиян, уход Путина будет означать возвращение в 1990-е.
Среди оппозиции движению есть мнение, что Марат Динаев преследует исключительно коммерческие цели. Политолог и блогер Андрей Решетов отметил, что пожилые женщины приходят в организацию, чтобы снова почувствовать востребованными, быть в команде. Руководитель Центра политических исследований и технологий Григорий Киселёв называет Марата Динаева «реликтом уходящей эпохи <…>. В какой-то мере его деятельность можно назвать формой искусства, причем даже не массового, а прямо-таки элитарного». По его словам, за деятельностью «Отрядов Путина» можно наблюдать «как за бесконечным хеппенингом, лишённым содержания и существующим только для формы».

#### Примеры акций
29 марта 2017 года на канале «Отрядов Путина» был опубликован кавер на популярную в то время песню «Тает лёд» группы «Грибы». В нём три пожилых женщины и пожилой мужчина говорят, как Навальный хочет присвоить себе Россию, однако у него этого не получится. В мае на него отреагировал сам Навальный и шуточно сообщил, что собирается уйти из политики.
4 июля «Отряды Путина» совершили нападение на штаб Алексея Навального в Краснодаре. Группа активистов, в основном состоящая из пенсионерок, выкрикивала лозунги, срывала плакаты и переворачивала мебель. В нём были сорваны плакаты, поломаны рамки, перевернуты стулья и столы. Марат Динаев заявил, что ситуация в штабе Навального в Краснодаре якобы была спровоцирована его же сторонниками.
3 августа активисты «Отрядов Путина» напали на краснодарский штаб оппозиционного политика Алексея Навального и ворвались в здание.
В июне 2020 года суд обязал Марата Динаева выплатить 300 тысяч рублей за клевету о правозащитнике Сергее Чайковском и постановил опровергнуть в Интернете не соответствующие действительности сведения.

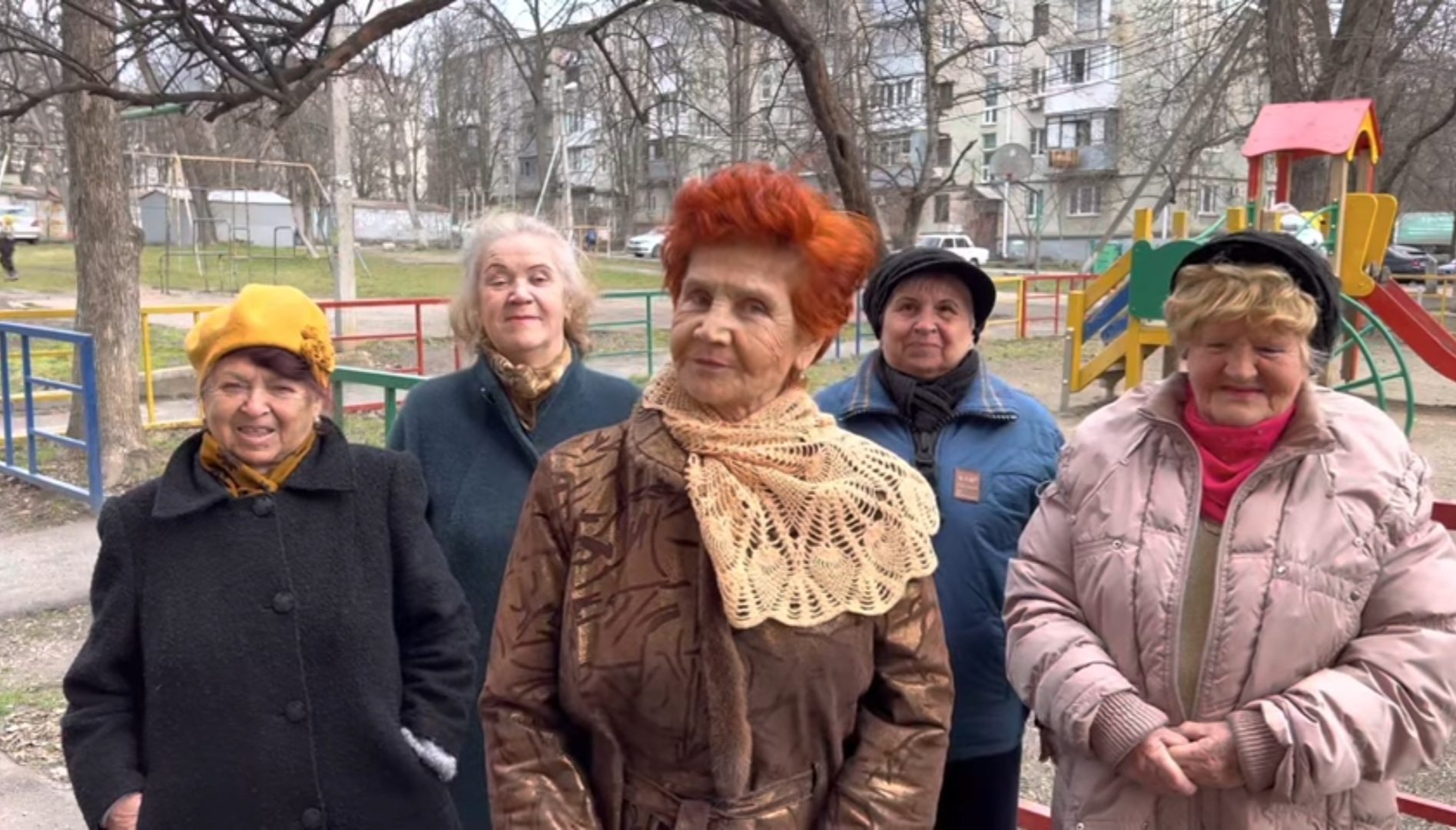
Обращение «Отрядов Путина» к Филиппу Киркорову 7 марта 2023 года

2 марта 2021 года члены движения «Отряды Путина» выступили против социальной сети Clubhouse. Как заявили активисты, в соцсети «начинаются бардак, притоны и развал всего просто», а также там есть «самоубийства». Они назвали Clubhouse «сплошной аморальностью», от которой «гибнет молодёжь», особенно «молодые парни». Видео завершается громким скандированием «Закрыть! Закрыть! Закрыть!».
16 февраля 2022 года «Отряды Путина» обратились к президенту США Джо Байдену. На видео члены организации прокомментировали выступление Байдена перед гражданами России. Пенсионеры утверждали, что не верят словам политика.

## Офис
Офис фонда находится на территории бывшей квартиры первого этажа пятиэтажного дома. Как отмечает «Кавказ.Реалии», на стенах офиса поклеены бежевые обои из 1990-х годов и «везде повешены» портреты президента России Владимира Путина — «на флаге, баннерах, листовках, даже на чайной кружке». Создатель «Отрядов Путина» не любит, когда его сравнивают с лидером ЛДПР Владимиром Жириновским.
В 2017 году краснодарские сторонники Алексея Навального обнаружили, что офис «Социальной справедливости» находится в здании, принадлежащем краснодарскому департаменту муниципальной собственности и городских земель, и, несмотря на решение суда в 2015 году о прекращении занятия «Социальной справедливостью» офиса, организация продолжала его занимать. В администрации Краснодара сообщили, что офис был передан «Социальной справедливости» как благотворительной организации и никаких денег от города фонд не получал. Было отмечено: «Члены организации фактически задействованы в политических акциях, и благотворительный статус становится в какой-то степени прикрытием для действий, которые не имеют отношения к целям и задачам организации, получавшей муниципальное помещение».